# Virgilio Trómpiz
Virgilio Trómpiz (Coro, estado Falcón, Venezuela, 5 de enero de 1927 - Caracas, Venezuela, 3 de septiembre de 2012) fue un pintor venezolano.

## Biografía
Desde 1940 hasta 1945 realizó estudios en la Escuela de Artes Plásticas y Aplicadas de Caracas. Entre 1942 y 1947 expuso en la sección especial del Salón Oficial Anual de Arte Venezolano, consagrada a los jóvenes estudiantes de la Escuela de Artes Plásticas y Aplicadas. En 1945 finaliza dos murales pintados al fresco sobre la pared de uno de los talleres de la escuela, estas obras fueron destruidas durante el proceso de refacción de la institución siendo director Francisco Narváez. En 1946, como dibujante de planos adscrito a la sección de carreteras del Ministerio de Obras Públicas, traza el dibujo correspondiente al tramo vial Bejuma-Canoabo. En 1948 figura entre los miembros fundadores del Taller Libre de Arte; en este mismo año se incorpora como ilustrador de la Revista Tricolor donde permanecerá hasta 1970. En 1954 viaja a Italia, Francia y se radica por algunos meses en España. A partir de 1959 y hasta 1972 se desempeña como profesor de grabado y de pintura en la Escuela de Artes Plásticas y Aplicadas "Cristóbal Rojas". En 1966 realiza ilustraciones para la obra "Caracas 400 años" que aparece al año siguiente compilada para el sello disquero Círculo Musical en 20 álbumes para uno de los cuales pintó Trómpiz su cuadro "Velada Musical durante la Colonia".
En 1979 la Corporación Venezolana de Guayana conjuntamente con la Galería Durban editan el libro Trómpiz: "...como alumno de la Escuela de Artes Plásticas reflejó inicialmente la influencia del cubismo de Braque y Picasso. A diferencia de sus compañeros de generación (Manaure, Navarro, Guevara Moreno, etc), no transitó el camino del abstraccionismo y aunque no despreció el color plano sintió, como Poleo en los últimos tiempos, predilección por la figura femenina ambientada sobre fondos decorativos donde juegan el armonioso colorido de una escenografía tropical formada por telas, cortinas y alfombras. En los últimos años Trómpiz empleó un colorido más sensual y sugerente, marcando fuertes contrastes con el claroscuro y aproximándose a la luminosidad de la materia de Armando Reverón, pero con gran cuidado de limitar su repertorio temático a las figuras femeninas".

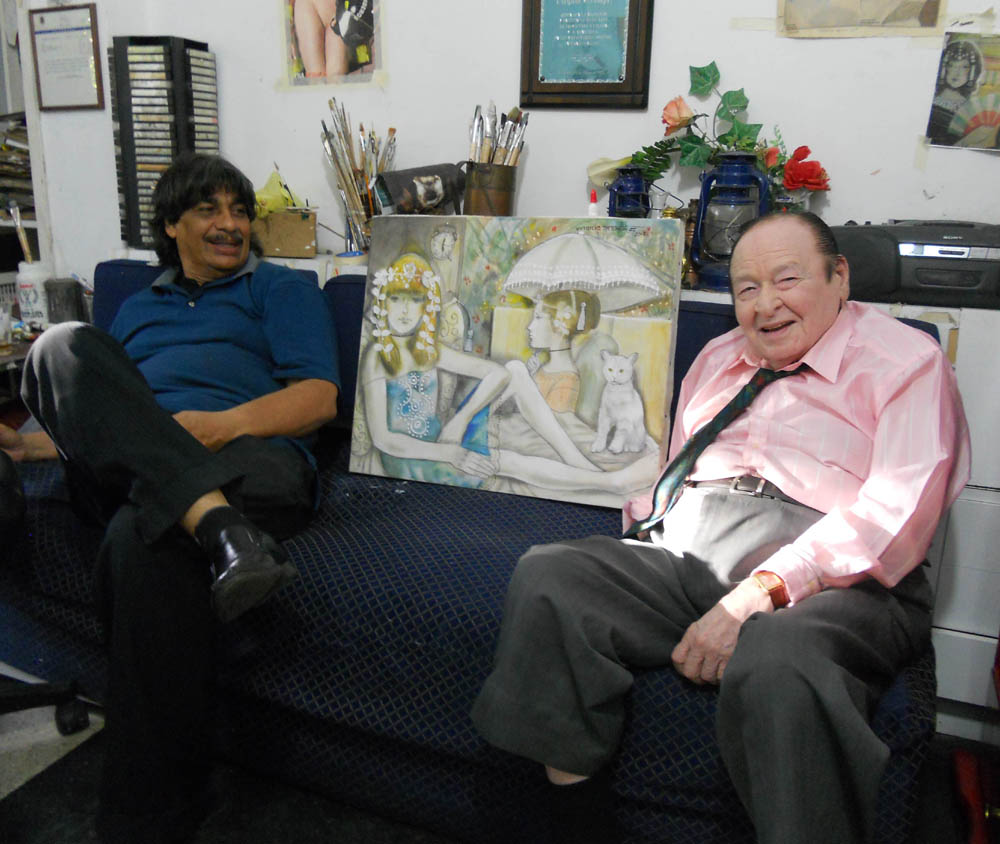
Virgilio Trómpiz  con Jose Gil de JIGA Gallery
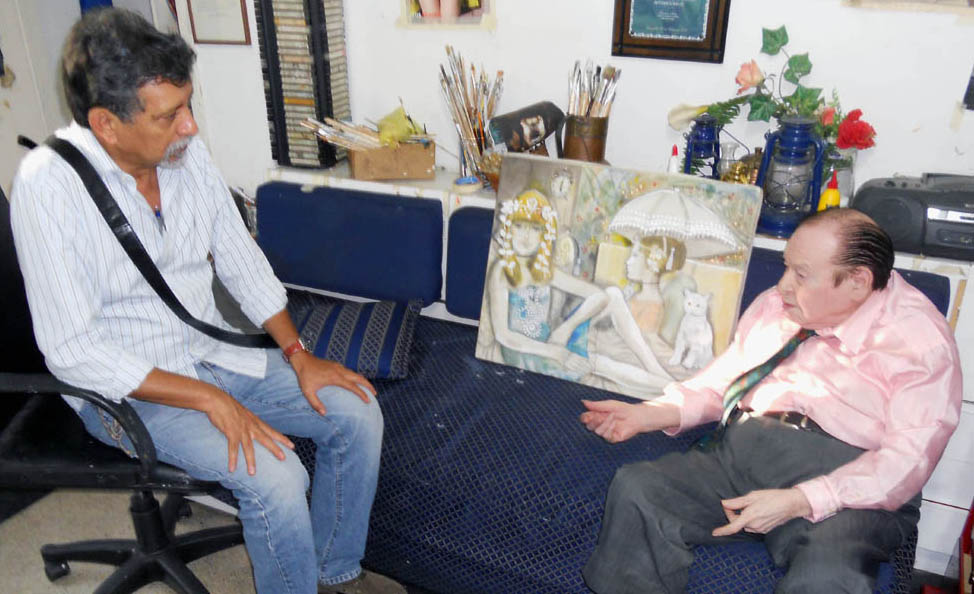
Virgilio Trómpiz con Jesus Briceño